# Яновский, Георгий Васильевич
Георгий (Юрий) Васильевич Яновский (1891 — не ранее 1920) — участник Белого движения на Юге России, подполковник 1-го кавалерийского полка.

## Биография
Уроженец Полтавской губернии. Был прапорщиком запаса армейской кавалерии.
С началом Первой мировой войны призван в 10-й гусарский Ингерманландский полк. Произведен в корнеты 28 ноября 1915 года, в поручики — 6 сентября 1916 года. Пожалован Георгиевским оружием
За то, что 1 октября 1916 года, у д. Шаруль-Дорна, командуя 6-м спешенным эскадроном названного полка, будучи при т. Папачи окружен вместе с румынами превосходными силами австрийцев, причем единственный путь отступления — узкое дефиле был занят батальоном неприятельской пехоты, с презрением отвергнув предложение румын сдаться, под сильнейшим неприятельским обстрелом, бросился во главе эскадрона, увлекая его за собою, в контр-атаку на противника, неудержимым натиском смял наступавшие цепи его и, штыками пробившись сквозь вражеское кольцо, дал, тем самым, возможность прорваться и присоединиться к главным силам отряда всем остальным частям, причем захватил при этом пленными 48 австрийцев.
В Гражданскую войну участвовал в Белом движении на Юге России. В августе 1918 года вывез из Чугуева полковой штандарт и с группой офицеров-ингерманландцев пробился на Дон. По прибытии в Добровольческую армию был зачислен в Ингерманландский гусарский дивизион, в 1919 году развернутый в полк. Был произведен в штабс-ротмистры и назначен командиром эскадрона. При отходе к Дону в декабре 1919 года часть полка попала в Крым, где ротмистр Яновский сформировал отдельный Ингерманландский дивизион, вошедший в донскую группу генерал-майора Морозова. В Русской армии — подполковник 5-го кавалерийского, затем 1-го кавалерийского полка. Награждён орденом Св. Николая Чудотворца
За то, что в бою 26 мая 1920 года за дер. Перво-Константиновку, находясь в составе 5-го кавалерийского полка, направленного в атаку на пехоту красных, в значительных силах наседавшую на наши части, занимавшие Перво-Константиновку, он, заметив опасное положение своего полка, по своему почину объединил командование над двумя эскадронами и четырьмя пулеметами и беззаветно лихой атакой врубился в красную пехоту, лично зарубил командира красной бригады и несколько красноармейцев его окружавших, присоединив к себе еще 3-й эскадрон новым ударом привел противника в полное расстройство и принудил к массовой сдаче в плен: трофеями были 12 пулеметов и 900 пленных.
В Галлиполи — подполковник 1-го кавалерийского полка. Дальнейшая судьба неизвестна.

## Награды
- Орден Святой Анны 4-й ст. с надписью «за храбрость» (ВП 24.09.1915)
- Орден Святого Станислава 3-й ст. с мечами и бантом (ВП 5.05.1916)
- Георгиевское оружие (ПАФ 29.04.1917)
- Орден Святителя Николая Чудотворца (Приказ Главнокомандующего № 3705, 7/20 октября 1920)